# فیسلر
فیسلر (انگلیسی: Fissler) شرکت تولید صنعتی آلمانی است، که در سال ۱۸۴۵ تأسیس شد.